# Pycnocaris
Pycnocaris is een geslacht van kreeftachtigen uit de klasse van de Malacostraca (hogere kreeftachtigen).

## Soort
- Pycnocaris chagoae Bruce, 1972